# Sven A. Lovén
Sven August Lovén, född 25 september 1879 på gården Eliselund i Hällestads socken, Skåne, död 10 september 1961 i Danderyds församling, var en svensk försäkringsman och kommunalpolitiker. Han var brorson till Nils Eberhard Lovén och bror till Trygve Lovén.
Efter studentexamen 1899 blev Lovén underlöjtnant vid Kronobergs regemente 1901, löjtnant 1904, och befordrades 1918 till kapten i dess reserv. Han var 1905–1908 chef för Lifförsäkrings AB Nordstjernans kontor i Kristiania samt var 1908–1928 verkställande direktör i Försäkrings AB Fylgia, som under hans ledning vann betydande utveckling. Han grundade senare försäkringsbolagen Valkyrian, där han var verkställande direktör 1912–1928, och Land och sjö, där han var vice ordförande 1918–1928. Han var ordförande i AB Lovén & Co från 1922 och Lettlands generalkonsul 1927–1928.
Åren 1913–1921 var Lovén ordförande i de nordiska olycksfallsförsäkringbolagens beredningsutskott. Han tillhörde 1914–1920 Stockholms stadsfullmäktige och ledamot av handels- och sjöfarts-, fastighets-, drätsel- och stadsplanenämnderna. År 1920 ledde han en i huvudsak av honom bekostad zoologisk-etnografisk expedition till Östafrika, där senare den svenska naturvetenskapliga stationen på Mount Elgon på hans initiativ inrättades. Han var ordförande i Stockholms frivilliga skarpskytteförening 1922–1935 och i Sveriges nationella ungdomsförbund 1923–1927.
Lovén är begravd på Djursholms begravningsplats.